# Balur, Bhalki
Balur là một làng thuộc tehsil Bhalki, huyện Bidar, bang Karnataka, Ấn Độ.